# Дисхи
Дисхи — полубоевая башня находится в высокогорной исторической области Нашха Галанчожского района, в бывшем древнем селении Мозарга.

## История
В предании «Строитель Дисхи и его невеста» упоминается «один из аулов Аккинского ущелья», где жил искусный строитель башен Дисхи. Название башни Дисхи-воу напрямую связано с именем этого мастера. Башня была подробно обследована и описана В. И. Марковиным.
Башня Дисхи — древнее сооружение в урочище Дойничу. Дисхи возводил боевые и жилые башни в Чечне, Ингушетии, Тушетии и Хевсуретии (последние две — горные области на северо-востоке Грузии, на границе с Чеченской Республикой). Башня, названная его именем, располагается в селении Мозарг на берегу реки Гехи. Они имеет приземистую форму, плоскую крышу и элементы декора. Аналогичные сооружения встречаются на юго-востоке Чечни, в районе озера Кезенойам и в Хевсуретии.

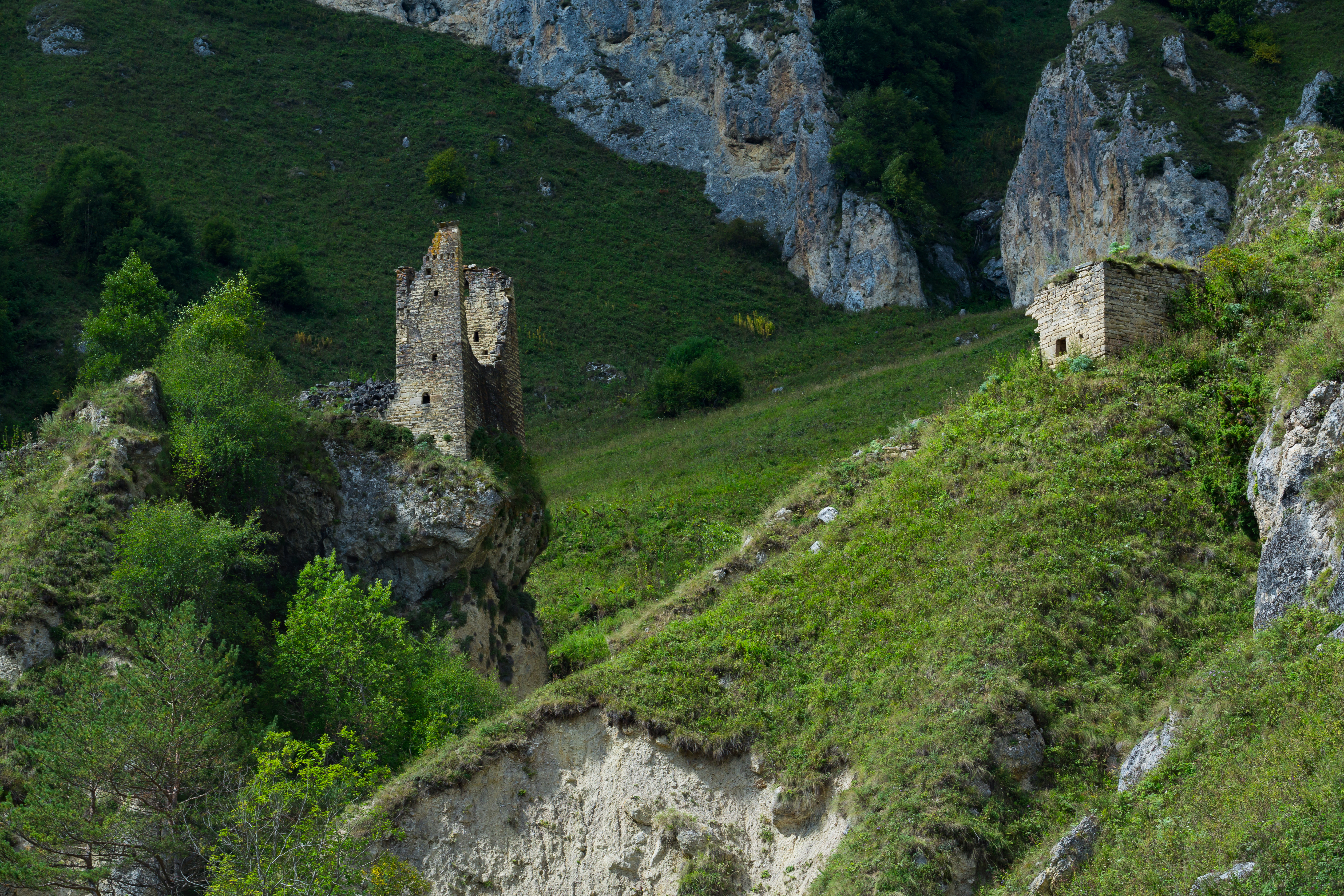
Общий вид башни Дисхи (2016 год)

Во время военных действий на территории республики башня подверглась основательному разрушению: провалилась кровля, из стен в целостности сохранилась только одна, остальные разрушены более чем наполовину. Рядом с ней, снизу, находится небольшой каменный склеп с разрушенной кровлей.